# Palpomyia indistincta
Palpomyia indistincta är en tvåvingeart som beskrevs av Remm 1976. Palpomyia indistincta ingår i släktet Palpomyia och familjen svidknott. Inga underarter finns listade i Catalogue of Life.